# La Verdadera Destreza
La Verdadera Destreza ist der übliche Begriff für die spanische Tradition des historischen Fechtens der frühen Neuzeit. Das Wort „destreza“ (vgl. mit englisch "dexterity") bedeutet wörtlich übersetzt „Geschicklichkeit“ oder „Fähigkeit, Können“, und damit kann „la verdadera destreza“ als „die wahre Fähigkeit“ oder „die wahre Kunst(fertigkeit)“ verstanden werden.

## Geschichte
Jerónimo Carranzas bahnbrechende Abhandlung De la Filosofía de las Armas y de su Destreza y la Aggression y Defensa Cristiana wurde 1582 unter der Schirmherrschaft von Don Alonso Pérez de Guzmán, dem 7. Herzog von Medina-Sidonia, veröffentlicht, aber laut seinem Kolophon bereits 1569 zusammengestellt.
In einem Brief an den Herzog von Cea in Madrid vom 4. Mai 1618 erklärte Pacheco de Narváez, dass das System von Carranza auf den Arbeiten des italienischen Fechttheoretikers Camillo Agrippa basierte.
Carranzas Arbeit stellt einen Bruch mit einer älteren Fechttradition dar, der so genannten esgrima vulgar oder esgrima común (vulgäres oder gewöhnliches Fechten). Diese ältere Tradition, die ihre Wurzeln im Mittelalter hat, wurde durch die Werke von Autoren wie Jaime Pons (1474), Pedro de la Torre (1474) und Francisco Román (1532) repräsentiert. Destreza-Autoren achteten sehr darauf, ihre „wahre Kunst“ von der „vulgären“ oder „gewöhnlichen“ Fechtkunst zu unterscheiden. Die ältere Schule existierte weiterhin neben La Verdadera Destreza, wurde aber zunehmend von ihren Formen und Konzepten beeinflusst.
Nachdem Carranza mit seinem bahnbrechenden Werk den Grundstein für die Schule gelegt hatte, erweiterte Pacheco de Narváez die Konzepte Carranzas mit einer Reihe weiterer Bücher. Während sich Pacheco ursprünglich eng an Carranzas Grundsätze hielt, wich er nach und nach in wesentlichen Punkten von ihnen ab. Diese Divergenz führte schließlich zu einer Spaltung zwischen den Anhängern von Carranza („Carrancistas“) und denen von Pacheco („Pachequistas“), was im Wesentlichen dazu führte, dass es auf der iberischen Halbinsel drei verschiedene Fechtschulen gab.
Diese neuen Fechtmethoden verbreiteten sich schnell in der Neuen Welt. Ursprünglich war dies die esgrima común, aber schließlich auch Destreza, war doch Carranza selbst eine Zeit lang Gouverneur von Honduras. Das Wirken weiterer Destreza-Autoren und -Meister konnte in Mexiko, Peru, Ecuador und auf den Philippinen dokumentiert werden. Ein gewisses Maß an Einfluss auf die philippinischen Kampfkünste ist plausibel, dies bedarf aber weiterer Forschung.
Im 18. Jahrhundert begann ein Abschwung der Popularität von Destreza zugunsten der dominierenden französischen Fechtschule. Dies führte zu technischen Veränderungen, die zu Beginn des 18. Jahrhunderts immer deutlicher zutage traten. Im 19. Jahrhundert beginnen die Fechttexte auf der Iberischen Halbinsel, die Destreza-Konzepte mit Ideen und Techniken aus der französischen und italienischen Methodik zu vermischen. Während Destreza im späten 19. Jahrhundert eine Art Wiederbelebung erfuhr, scheint es zu Beginn des 20. Jahrhunderts weitgehend verschwunden zu sein.

## Technische Merkmale
Technische Merkmale des Systems sind:
- Visualisierung eines imaginären Kreises zwischen den Gegnern, um Entfernung und Bewegung zu konzeptualisieren

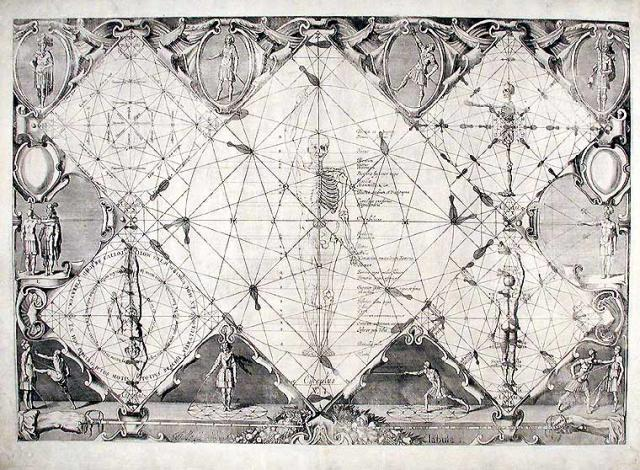
Gerard Thibaults „Mysteriöser Kreis“ aus dem Fechtbuch Academie de l'Espee. (1630), mit dem unter anderem die Fußarbeit im Fechten nach Destreza illustriert wird.

- Verwendung von Fußarbeit zur Seite, um einen günstigen Angriffswinkel zu erhalten
- Vermeidung von Bewegungen direkt auf den Gegner zu
- Verlängerung des Schwertarms in einer geraden Linie von der Schulter aus, um eine maximale Reichweite zu erreichen
- Profilierung des Körpers zur Erhöhung der Reichweite und Reduzierung der Zielfläche
- Verwendung eines möglichst geringen Anfangsabstands, der jedoch außerhalb der Reichweite liegt ("Medio de Proporción")
- Ein konservativer Ansatz, der das Atajo (die Bindung) zur Kontrolle der gegnerischen Waffe verwendet
- Bevorzugung der Abwärtsbewegung (Movimiento Natural) bei allen Fechtaktionen
- Verwendung von Schnitt (Tajo, Revés) und Stoß (Estocada)
- Verwendung einer bestimmten Art von Schließbewegung (Movimiento de Conclusión) zur Entwaffnung des Gegners

Der vielleicht wichtigste Unterschied zwischen Destreza und anderen zeitgenössischen Fechtschulen ist die Fußarbeit. Im Laufe der Jahrhunderte hatte sich das Fechten in ganz Europa bevorzugt zu einer sogenannten „linearen“ Fußarbeit hin entwickelt, ähnlich wie beim modernen Fechten. D.h. die Bewegungen finden auf einer gedachten Verbindungslinie zwischen den Kontrahenten statt. Im Gegensatz dazu lehrte die Destreza-Doktrin, dass es gefährlich ist, sich direkt auf den Gegner zuzubewegen, und dass man sich durch lineares Zurückweichen nicht in eine vorteilhaftere Lage bringt. Stattdessen entwickelte man in Destreza eine Fußarbeit, mit der sich der Fechter in einem Winkel zur Verbindungslinie nach rechts oder links (häufig auf einem gedachten Kreis oder Quadrat) bewegt, um eine sicherere und vorteilhaftere Annäherung an den Gegner zu erreichen.
Eine weitere Unterscheidung ist die Gewichtung des relativen Werts von Hieben und Stichen. Die allgemeine Verlängerung der Rapiere in Europa zeigte eine klare Präferenz für den Stich gegenüber dem Hieb. Destreza hingegen weigerte sich, eine solche Unterscheidung zu treffen, und behauptete, dass der Schnitt je nach Situation ebenso nützlich sein könne wie der Stich, und passte die Waffen entsprechend an. Obwohl Fechter von der iberischen Halbinsel den Ruf entwickelten, sehr lange Waffen zu verwenden, waren die in Destreza verwendeten Waffen eher kürzer als die anderswo verwendeten Rapiere.
Nach und nach wurde die Klingenarbeit in Europa durch die Arbeiten von Camillo Agrippa und seinen Nachfolgern beeinflusst, wobei der Schwerpunkt auf der Verwendung von vier primären Hand- und Klingenpositionen (prima, seconda, terza, quarta) lag, wobei die beiden letzteren im Vordergrund standen. Destreza hingegen konzentrierte sich fast ausschließlich auf eine terza-ähnliche Handstellung (Daumen nach oben).
In ganz Europa unterrichteten die Meister eine größere Vielfalt von Huten als die Destreza-Meister, die sich auf den so genannten „richtigen Winkel“ konzentrierten, eine Position, bei der der Arm direkt von der Schulter ausgestreckt ist und eine gerade Linie von der Schwertspitze zur linken Schulter bildet.
Dafür verwendet Destreza eine feinere Abstufung der Klingenstärke. Während andere Traditionen im Allgemeinen zwei Stärkegrade (forte und debole) anerkannten und diese schließlich auf drei oder vier Teile ausweiteten, schrieben Destreza-Autoren von etwa 9, 10 oder sogar 12 „Graden“ oder Segmenten des Schwerts.
Die Destreza-Meister schenkten den Methoden ihrer zeitgenössischen Kollegen sowohl innerhalb als auch außerhalb der iberischen Halbinsel große Aufmerksamkeit. Pacheco argumentiert in seinem Text Nueva Sciencia (Die neue Wissenschaft) ausdrücklich gegen die Werke vieler italienischer Autoren. Ebenso enthält das Werk von Gérard Thibault d’Anvers einen Abschnitt, der sich gegen die Techniken von Salvator Fabris wendet. Das Werk von Francisco Lórenz de Rada enthält auch eine umfassende Darstellung der Frage, wie ein Diestro (also ein Destreza-Anwender) einem italienischen Gegner mit Schwert und Dolch begegnen sollte.
Seine Regeln basieren auf der Vernunft, speziell der Geometrie, und sind an intellektuelle, philosophische und moralische Ideale gebunden, die verschiedene Aspekte eines abgerundeten Humanismus der Renaissance umfassen, mit einem besonderen Schwerpunkt auf den Schriften klassischer Autoren wie Aristoteles, Euklid und Platon.

## Primärquellen

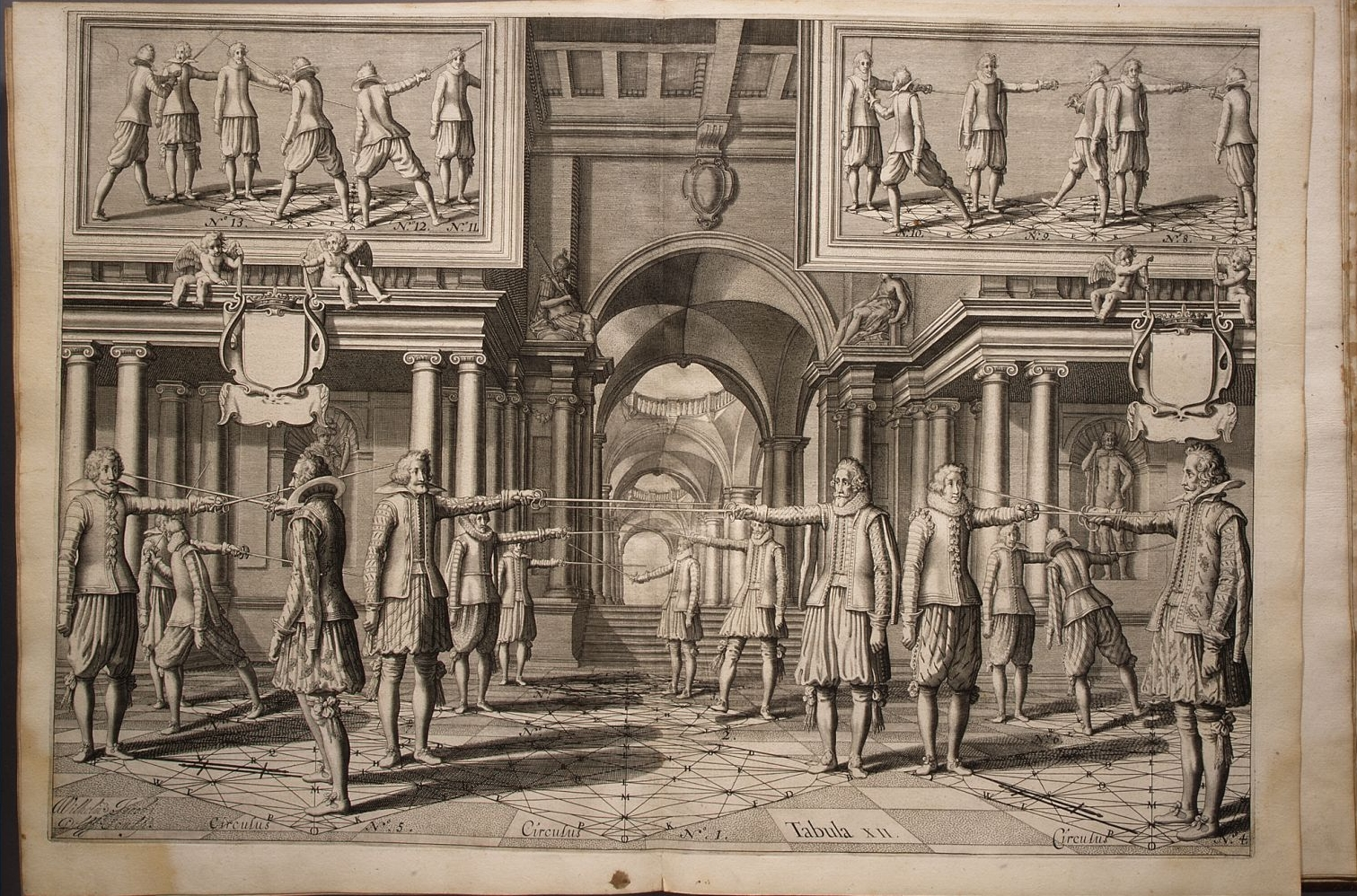
Académie de l'Espée von Girard Thibault, Fig. XIII, 1628

### Frühe Neuzeit
- Jerónimo Sánchez de Carranza, Philosophia de las armas y de su destreza (1582)
- Luis Pacheco de Narváez, Libro de las grandezas de la espada (1600)
- Diogo Gomes de Figueiredo, Oplosophia (1628)
- Gerard Thibault, Académie de l'Espée (1630); übersetzt von John Michael Greer Academy of the Sword, The Chivalry Bookshelf (2006)
- Luis Méndez de Carmona Tamariz (ca. 1639)
- Miguel Pérez de Mendoza y Quijada (1672, 1675)
- Francisco Antonio de Ettenhard (Tenarde) y Abarca
- Alvaro Guerra de la Vega (1681)
- Thomaz Luiz (Tratado das Liçoens de Espada Preta, 1685)
- Francisco Lorenz de Rada (1695)
- Nicolás Tamariz (Cartilla y Luz en la Verdadera Destreza, 1696)
- Manuel Cruzado y Peralta (1702)
- Francisco Lórenz de Rada (1705)

### 19. Jahrhundert
- Manuel Antonio de Brea (Destreza del Espadin, 1805)
- Simon de Frias (Tratado Elemental de la Destreza del Sable, 1809)
- Jaime Merelo y Casademunt (Esgrima del Sable Español, 1862)

## Rezeption
- El Buscón (1626) von Francisco de Quevedo verspottet einen Schüler von Pachecos Las grandezas de la espada. Das Kapitel endet mit einem Fechtmeister, der kommentiert, dass „das Buch […] gut war, aber mehr Narren als fähige [Fechter] machte, da die meisten es nicht verstanden“.[1] Quevedo schrieb auch verletzende Gedichte gegen Pacheco.
- Im Kinofilm Die Maske des Zorro (1998) unterrichtet Don Diego, der ursprüngliche Zorro, den neuen Zorro Alejandro Murrieta im Destreza-Stil.
- Die Fernsehserie Queen of Swords zeigt den Gebrauch des Rapiers im Destreza-Stil in Gérard Thibaults Mysteriösem Kreis.
- Der Film Alatriste, der auf den Romanen von Arturo Pérez-Reverte basiert, zeigt verschiedene Fechtfiguren im Destreza-Stil, darunter den Protagonisten Diego Alatriste, der von Viggo Mortensen dargestellt wird.
- Der historische, russische Fantasy-Film 1612 aus dem Jahr 2007 zeigt diesen Fechtstil ebenfalls als ein wichtiges Handlungselement des Films.